# Rory Calhoun
Rory Calhoun, pseudonimo di Francis Timothy McCown Durgin (Los Angeles, 8 agosto 1922 – Burbank, 28 aprile 1999), è stato un attore statunitense.
Durante la sua carriera recitò in circa 80 film, divenendo particolarmente famoso per le sue interpretazioni nel genere western.

## Biografia
Il cognome Durgin è quello dell'uomo che lo adottò quando il padre morì, disperso in mare. Rory Calhoun in gioventù conobbe riformatorio e carcere, scontando tre anni nella prigione statale di Springfield per furto d'auto. Tra le tante sue occupazioni giovanili, fece il pugile e girovagò a lungo nel west, lavorando come cowboy e boscaiolo. Fu notato da Alan Ladd, la cui moglie Sue Carol faceva l'agente teatrale e procurò a Calhoun un lavoro presso la casa produttrice 20th Century Fox.
Di bell'aspetto e con fisico atletico, Calhoun ebbe tra i suoi primi ruoli quello del pugile James J. Corbett nel film Il gigante di Boston (1945), che lo portò al successo. Dalla metà degli anni quaranta fu protagonista di pellicole western e avventurose, come I lancieri del deserto (1949), La frusta d'argento (1953) e Il marchio del bruto (1956). Recitò tre volte con Marilyn Monroe, prima nel western La figlia dello sceriffo (1950), poi nella commedia Come sposare un milionario (1953), e nel film d'avventura La magnifica preda (1954).
Con il declino del western negli anni sessanta, Calhoun apparve in alcune produzioni italiane, tra le quali Marco Polo (1962), in cui interpretò Marco Polo. Fu diretto da Sergio Leone nel film Il colosso di Rodi (1961), nel ruolo dell'ateniese Dario, e ricevette la proposta per diventare il protagonista di Per un pugno di dollari, che rifiutò. Recitò anche in televisione, nella serie western The Texan (1958-1960) e, in età più avanzata, nella soap opera Capitol (1982-1987), nel ruolo del giudice Judson Tyler. I suoi ultimi film furono Angel Killer (1984) ed Angel Killer II - La vendetta (1985).

## Vita privata
Si sposò nel 1948 con l'attrice americana di origini spagnole Lita Baron, con la quale ebbe tre figlie: Cindy, Tami e Lori; i due divorziarono nel 1970.

## Filmografia parziale

### Cinema
- La barriera d'oro (Nob Hill), regia di Henry Hathaway (1945)
- La casa rossa (The Red House), regia di Delmer Daves (1947)
- La figlia del pirata (Adventure Island), regia di Sam Newfield (1947)
- Età inquieta (That Hagen Girl), regia di Peter Godfrey (1947)
- S.O.S. jungla! (Miraculous Journey), regia di Sam Newfield (1948)
- I lancieri del deserto (Massacre River), regia di John Rawlins (1949)
- Sabbia (Sand), regia di Louis King (1949)
- La figlia dello sceriffo (A Ticket to Tomahawk), regia di Richard Sale (1950)
- La congiura dei rinnegati (Return of the Frontiersman), regia di Richard L. Bare (1950)
- La collina della felicità (I'd Climb the Highest Mountain), regia di Henry King (1951)
- Aspettami stasera (Meet Me After the Show), regia di Richard Sale (1951)
- La dominatrice del destino (With a Song in My Heart), regia di Walter Lang (1952)
- Il grande gaucho (Way of a Gaucho), regia di Jacques Tourneur (1952)
- La frusta d'argento (The Silver Whip), regia di Harmon Jones (1953)
- Sangue sul fiume (Powder River), regia di Louis King (1953)
- Come sposare un milionario (How to Marry a Millionaire), regia di Jean Negulesco (1953)
- La magnifica preda (River of No Return), regia di Otto Preminger (1954)
- L'ascia di guerra (The Yellow Tomahawk), regia di Lesley Selander (1954)
- Alba di fuoco (Dawn at Socorro), regia di George Sherman (1954)
- Proiettile in canna (A Bullet Is Waiting), regia di John Farrow (1954)
- I desperados della frontiera (Four Guns to the Border), regia di Richard Carlson (1954)
- Gli sciacalli (The Looters), regia di Abner Biberman (1955)
- Non è peccato (Ain't Misbehavin), regia di Edward Buzzell (1955)
- Il tesoro di Pancho Villa (The Treasure of Pancho Villa), regia di George Sherman (1955)
- I pionieri dell'Alaska (The Spoilers), regia di Jesse Hibbs (1955)
- Il marchio del bruto (Raw Edge), regia di John Sherwood (1956)
- Tramonto di fuoco (Red Sundown), regia di Jack Arnold (1956)
- I trafficanti di Hong Kong (Flight to Hong Kong), regia di Joseph M. Newman (1956)
- Il pistolero dell'Utah (Utah Blaine), regia di Fred F. Sears (1957)
- La città minata (The Big Caper), regia di Robert Stevens (1957)
- Impiccagione all'alba (The Hired Gun), regia di Ray Nazarro (1957)
- Domino Kid, regia di Ray Nazarro (1957)
- La cavalcata della vendetta (Ride Out for Revenge), regia di Bernard Girard (1957)
- La vendetta del tenente Brown (The Saga of Hemp Brown), regia di Richard Carlson (1958)
- Apache Territory, regia di Ray Nazarro (1958)
- Thunder in Carolina, regia di Paul Helmick (1960)
- Il colosso di Rodi, regia di Sergio Leone (1961)
- Il segreto di Montecristo (The Treasure of Monte Cristo), regia di Robert S. Baker e Monty Berman (1961)
- Marco Polo, regia di Piero Pierotti e Hugo Fregonese (1962)
- Face in the Rain, regia di Irvin Kershner (1963)
- Furia del West (The Gun Hawk), regia di Edward Ludwig (1963)
- I giovani eroi (The Young and the Brave), regia di Francis D. Lyon (1963)
- I lupi del Texas (Young Fury), regia di Christian Nyby (1965)
- Il sentiero dell'oro (Finger on the Trigger), regia di Sidney W. Pink (1965)
- Lo sperone nero (Black Spurs), regia di R.G. Springsteen (1965)
- La vendetta degli Apache (Apache Uprising), regia di R.G. Springsteen (1965)
- Il gioco delle spie, regia di Paolo Bianchini (1966)
- Operazione Aquila (Operation Cross Eagles), regia di Richard Conte (1968)
- I diavoli di Dayton (Dayton's Devils), regia di Jack Shea (1968)
- La notte della lunga paura (Night of the Lepus), regia di William F. Claxton (1972)
- Motel Hell, regia di Kevin Connor (1980)
- Angel Killer (Angel), regia di Robert Vincent O'Neill (1984)

### Televisione
- Screen Directors Playhouse – serie TV, episodi 1x02-1x14 (1955-1956)
- Climax! – serie TV, episodio 1x20 (1955)
- Telephone Time – serie TV, episodio 3x29 (1958)
- Westinghouse Desilu Playhouse – serie TV, episodi 1x24-2x10 (1959)
- The Dick Powell Show – serie TV, episodio 2x20 (1963)
- Bonanza – serie TV, episodio 6x04 (1964)
- Il virginiano (The Virginian) – serie TV, episodio 3x08 (1964)
- The Greatest Show on Earth - serie TV, episodio 1x28 (1964)
- La legge di Burke (Burke's Law) – serie TV, episodio 2x27 (1965)
- Gli uomini della prateria (Rawhide) – serie TV, episodio 8x12 (1965)
- Le spie (I Spy) – serie TV, episodio 1x23 (1966)
- Lancer – serie TV, episodio 2x24 (1970)

## Doppiatori italiani
Nelle versioni in italiano delle opere in cui ha recitato, Rory Calhoun è stato doppiato da:
- Giuseppe Rinaldi in Sangue sul fiume, Come sposare un milionario, I desperados della frontiera, Gli sciacalli, Non è peccato, Il marchio del bruto, La vendetta del tenente Brown, Il colosso di Rodi, Il gioco delle spie
- Pino Locchi in La collina della felicità, Proiettile in canna, Tramonto di fuoco, Apache Territory, Marco Polo, Furia del West, I lupi del Texas, Lo sperone nero, Starsky & Hutch
- Gualtiero De Angelis in La figlia dello sceriffo, La dominatrice del destino, Il grande gaucho, La frusta d'argento, La magnifica preda
- Giulio Panicali ne I lancieri del deserto, Il tesoro di Pancho Villa
- Adolfo Geri in Aspettami stasera, La casa rossa
- Emilio Cigoli in Ascia di guerra, Il segreto di Montecristo
- Augusto Marcacci in Alba di fuoco
- Mario Pisu ne I pionieri dell'Alaska
- Renato Turi in La cavalcata della vendetta
- Corrado Gaipa in Capitol
- Mario Bardella in Impiccagione all'alba
- Gianni Bertoncin ne Il segreto di Mr. Acarius
- Giorgio Gusso in La notte della lunga paura
- Gigi Reder in Angel Killer
- Sergio Graziani in Alfred Hitchcock presenta